# 第13回全日本アンサンブルコンテスト
第13回全日本アンサンブルコンテストは、1990年に行われた全日本アンサンブルコンテストの第13回大会である。

## 概要
1990年3月21日に熊本県立劇場で開催された。全日本吹奏楽連盟・朝日新聞社主催。文化庁・日本放送協会・熊本県教育委員会・熊本市教育委員会後援。

### 審査員
- 稲本耕一
- 大倉滋夫
- 永野哲
- 服部吉之
- 三好隆三

### 備考
岐阜県、和歌山県が初出場。

## 代表校・代表団体

### 中学の部
| 中学の部 | 中学の部          | 中学の部                       | 中学の部                         |
| 支部     | 都道府県 （地区） | 代表校                         | 出場回数                         |
| -------- | ----------------- | ------------------------------ | -------------------------------- |
| 北海道   | 札幌地区          | 札幌市立平岡中学校吹奏楽部     | 初出場                           |
| 北海道   | 北見地区          | 北見市立光西中学校吹奏楽部     | 4回目2年連続                     |
| 東北     | 青森県            | 青森市立古川中学校吹奏楽部     | 初出場                           |
| 東北     | 福島県            | 原町市立原町第二中学校吹奏楽部 | 2回目2年連続                     |
| 関東     | 埼玉県            | 川越市立野田中学校吹奏楽部     | 初出場                           |
| 関東     | 新潟県            | 津南町立津南中学校吹奏楽部     | 初出場                           |
| 東京     | 東京都            | 足立区立加賀中学校吹奏楽部     | 2回目2年連続                     |
| 東京     | 東京都            | 世田谷学園中学校吹奏楽部       | 2回目2年連続                     |
| 北陸     | 石川県            | 津幡町立津幡中学校吹奏楽部     | 2回目2年連続                     |
| 北陸     | 福井県            | 武生市立武生第三中学校吹奏楽部 | 6回目6年連続                     |
| 東海     | 静岡県            | 浜松市立積志中学校吹奏楽部     | 初出場                           |
| 東海     | 三重県            | 津市立南郊中学校吹奏楽部       | 初出場                           |
| 関西     | 兵庫県            | 神戸市立平野中学校吹奏楽部     | 初出場                           |
| 関西     | 和歌山県          | 和歌山市立西和中学校吹奏楽部   | 初出場（和歌山県としても初出場） |
| 中国     | 鳥取県            | 溝口町立溝口中学校吹奏楽部     | 2回目2年連続                     |
| 中国     | 山口県            | 菊川町立菊川中学校吹奏楽部     | 初出場                           |
| 四国     | 香川県            | 長尾町立長尾中学校吹奏楽部     | 初出場                           |
| 四国     | 高知県            | 安芸市立清水ヶ丘中学校吹奏楽部 | 初出場                           |
| 九州     | 福岡県            | 福岡市立宮竹中学校吹奏楽部     | 初出場                           |

### 高校の部
| 高校の部 | 高校の部          | 高校の部                             | 高校の部      |
| 支部     | 都道府県 （地区） | 代表校                               | 出場回数      |
| -------- | ----------------- | ------------------------------------ | ------------- |
| 北海道   | 札幌地区          | 東海大学第四高等学校吹奏楽部         | 4回目3年連続  |
| 北海道   | 札幌地区          | 北海道札幌北高等学校吹奏楽部         | 初出場        |
| 東北     | 青森県            | 八戸工業大学第一高等学校吹奏楽部     | 初出場        |
| 東北     | 福島県            | 桜の聖母学院高等学校吹奏楽部         | 初出場        |
| 関東     | 千葉県            | 習志野市立習志野高等学校吹奏楽部     | 2回目12年ぶり |
| 関東     | 埼玉県            | 埼玉県立伊奈学園総合高等学校吹奏楽部 | 初出場        |
| 東京     | 東京都            | 成城高等学校吹奏楽部                 | 初出場        |
| 東京     | 東京都            | 関東第一高等学校吹奏楽部             | 2回目2年連続  |
| 北陸     | 富山県            | 富山県立高岡商業高等学校吹奏楽部     | 5回目2年連続  |
| 北陸     | 富山県            | 富山県立富山商業高等学校吹奏楽部     | 2回目2年ぶり  |
| 東海     | 愛知県            | 安城学園高等学校吹奏楽部             | 初出場        |
| 東海     | 愛知県            | 愛知工業大学名電高等学校吹奏楽部     | 9回目2年連続  |
| 関西     | 京都府            | 花園高等学校吹奏楽部                 | 3回目2年ぶり  |
| 関西     | 大阪府            | 大阪府立淀川工業高等学校吹奏楽部     | 7回目6年連続  |
| 中国     | 岡山県            | 金山学園高等学校吹奏楽部             | 2回目3年ぶり  |
| 中国     | 山口県            | 山口県立下松高等学校吹奏楽部         | 初出場        |
| 四国     | 香川県            | 高松第一高等学校吹奏楽部             | 3回目5年ぶり  |
| 四国     | 高知県            | 土佐女子高等学校吹奏楽部             | 初出場        |
| 九州     | 佐賀県            | 佐賀県立佐賀北高等学校吹奏楽部       | 初出場        |
| 九州     | 宮崎県            | 都城高等学校吹奏楽部                 | 初出場        |

### 大学の部
| 大学の部 | 大学の部          | 大学の部                                 | 大学の部                       |
| 支部     | 都道府県 （地区） | 代表団体                                 | 出場回数                       |
| -------- | ----------------- | ---------------------------------------- | ------------------------------ |
| 北海道   | 旭川地区          | 北海道教育大学旭川分校吹奏楽団           | 5回目6年ぶり                   |
| 東北     | 青森県            | 弘前大学ウインドアンサンブル             | 初出場                         |
| 関東     | 茨城県            | 茨城大学吹奏楽団                         | 初出場                         |
| 東京     | 東京都            | 中央大学学友会文化連盟音楽研究会         | 3回目3年連続                   |
| 北陸     | 石川県            | 金沢大学アカデミアブラスアンサンブル     | 12回目9年連続                  |
| 東海     | 岐阜県            | 聖徳学園岐阜教育大学ウインドアンサンブル | 初出場（岐阜県としても初出場） |
| 関西     | 大阪府            | 関西大学応援団吹奏楽部                   | 6回目6年連続                   |
| 中国     | 山口県            | 山口大学ブラスコンソート                 | 5回目3年ぶり                   |
| 四国     | 香川県            | 香川大学吹奏楽団                         | 5回目4年ぶり                   |
| 九州     | 福岡県            | 福岡大学応援指導部吹奏楽団               | 4回目2年連続                   |

### 職場の部
| 職場の部 | 職場の部          | 職場の部                       | 職場の部      |
| 支部     | 都道府県 （地区） | 代表団体                       | 出場回数      |
| -------- | ----------------- | ------------------------------ | ------------- |
| 北海道   | 札幌地区          | 高橋水産（株）吹奏楽団         | 3回目5年ぶり  |
| 東北     | 岩手県            | 新日鐵釜石製鐵所真道会吹奏楽部 | 初出場        |
| 関東     | 神奈川県          | 日本電気玉川吹奏楽団           | 11回目2年連続 |
| 東京     | 東京都            | ヤマハ吹奏楽団東京             | 3回目2年連続  |
| 東海     | 静岡県            | ヤマハ吹奏楽団浜松             | 7回目2年連続  |
| 関西     | 大阪府            | 枚方寝屋川消防組合消防音楽隊   | 3回目3年ぶり  |
| 中国     | 広島県            | NTT中国吹奏楽団                | 8回目7年連続  |
| 九州     | 沖縄県            | 沖縄銀行ウインドアンサンブル   | 初出場        |

### 一般の部
| 一般の部 | 一般の部          | 一般の部                                   | 一般の部      |
| 支部     | 都道府県 （地区） | 代表団体                                   | 出場回数      |
| -------- | ----------------- | ------------------------------------------ | ------------- |
| 北海道   | 札幌地区          | 札幌吹奏楽団                               | 5回目2年連続  |
| 東北     | 岩手県            | 盛岡シンフォニック・ウインド・オーケストラ | 初出場        |
| 関東     | 埼玉県            | 氷川の森ブラスアンサンブル                 | 2回目2年連続  |
| 東京     | 東京都            | 乗泉寺吹奏楽団                             | 11回目3年連続 |
| 北陸     | 石川県            | 百萬石ウインドオーケストラ                 | 2回目2年ぶり  |
| 東海     | 長野県            | 長野市民吹奏楽団                           | 初出場        |
| 関西     | 奈良県            | ラッペルブラスアンサンブル                 | 初出場        |
| 中国     | 山口県            | ジュール・ド・フルート山口                 | 2回目4年ぶり  |
| 四国     | 高知県            | 安芸吹奏楽団                               | 初出場        |
| 九州     | 鹿児島県          | 鹿児島県立松陽高等学校OB吹奏楽団「緑」     | 初出場        |

## 結果

### 中学の部
| 中学の部 | 中学の部          | 中学の部                       | 中学の部             | 中学の部                                                                                                 | 中学の部 | 中学の部 |
| No.      | 代表支部          | 団体名                         | 編成                 | 演奏曲（作曲者／編曲者）                                                                                 | 賞       | 補足     |
| -------- | ----------------- | ------------------------------ | -------------------- | --- | -------- | -------- |
| 1        | 東京／ 中学       | 足立区立加賀中学校吹奏楽部     | 打楽器八重奏         | 新お伽噺「不思議な国のアリス“90”」より三面鏡、白昼夢、魔法陣、7人のグレムリンの踊り （N.P.バラシコーワ） | 銀       |          |
| 2        | 北陸／ 石川県     | 津幡町立津幡中学校吹奏楽部     | 打楽器六重奏         | セレブレーション・アンド・コラール （N.デ・ポンテ）                                                      | 金       |          |
| 3        | 関西／ 和歌山県   | 和歌山市立西和中学校吹奏楽部   | 打楽器七重奏         | 組曲～ソロ・ティンパニとパーカッション・アンサンブルのための （小長谷宗一）                              | 銀       |          |
| 4        | 北海道／ 札幌地区 | 札幌市立平岡中学校吹奏楽部     | クラリネット四重奏   | 「ディベルティメント」より （A.ウール）                                                                  | 銀       |          |
| 5        | 東京／ 中学       | 世田谷学園中学校吹奏楽部       | クラリネット四重奏   | 弦楽四重奏曲「皇帝」より （J.ハイドン／加藤政広）                                                        | 金       |          |
| 6        | 東北／ 青森県     | 青森市立古川中学校吹奏楽部     | クラリネット八重奏   | コラールと舞曲 （V.ネリベル）                                                                            | 銅       |          |
| 7        | 東海／ 静岡県     | 浜松市立積志中学校吹奏楽部     | フルート三重奏       | 「ディヴェルティメント」より第1・5楽章 （W.A.モーツァルト／池上敏）                                      | 金       |          |
| 8        | 四国／ 香川県     | 長尾町立長尾中学校吹奏楽部     | フルート三重奏       | 「3つの協奏的大三重奏曲」よりト短調 （F.クーラウ）                                                       | 銅       |          |
| 9        | 北陸／ 福井県     | 武生市立武生第三中学校吹奏楽部 | サクソフォーン四重奏 | 「サクソフォーン四重奏曲」より （C.パスカル）                                                            | 銀       |          |
| 10       | 四国／ 高知県     | 安芸市立清水ヶ丘中学校吹奏楽部 | サクソフォーン四重奏 | 「ティータイムの画集」より （三浦真理）                                                                  | 銀       |          |
| 11       | 東海／ 三重県     | 津市立南郊中学校吹奏楽部       | サクソフォーン四重奏 | メヌエット （G.ボルゾーニ／M.ミュール）                                                                  | 銀       |          |
| 12       | 中国／ 山口県     | 菊川町立菊川中学校吹奏楽部     | サクソフォーン四重奏 | サクソフォーン・シンフォネット （D.ベネット）                                                            | 銅       |          |
| 13       | 東北／ 福島県     | 原町市立原町第二中学校吹奏楽部 | サクソフォーン四重奏 | 異教徒の踊り （P.ショルティーノ）                                                                        | 金       |          |
| 14       | 関東／ 埼玉県     | 川越市立野田中学校吹奏楽部     | サクソフォーン四重奏 | 「子供の領分」より （C.ドビュッシー／E.ザジャック）                                                      | 銀       |          |
| 15       | 北海道／ 北見地区 | 北見市立光西中学校吹奏楽部     | サクソフォーン四重奏 | 「万葉」より （櫛田胅之扶）                                                                              | 金       |          |
| 16       | 関東／ 新潟県     | 津南町立津南中学校吹奏楽部     | サクソフォーン四重奏 | サクソフォーン・シンフォネット （D.ベネット）                                                            | 銀       |          |
| 17       | 九州／ 福岡県     | 福岡市立宮竹中学校吹奏楽部     | 金管五重奏           | 「戦いの組曲」より （S.シャイト）                                                                        | 銅       |          |
| 18       | 関西／ 兵庫県     | 神戸市立平野中学校吹奏楽部     | 金管八重奏           | 第7旋法による8声のカンツォン第2番 （G.ガブリエーリ）                                                     | 銀       |          |
| 19       | 中国／ 鳥取県     | 溝口町立溝口中学校吹奏楽部     | 金管八重奏           | ピアノとフォルテのソナタ （G.ガブリエーリ）                                                              | 金       |          |

### 高校の部
| 高校の部 | 高校の部          | 高校の部                             | 高校の部             | 高校の部                                                                   | 高校の部 | 高校の部 |
| No.      | 代表支部          | 団体名                               | 編成                 | 演奏曲（作曲者／編曲者）                                                   | 賞       | 補足     |
| -------- | ----------------- | ------------------------------------ | -------------------- | -------------------------------------------------------------------------- | -------- | -------- |
| 1        | 東北／ 青森県     | 八戸工業大学第一高等学校吹奏楽部     | 打楽器五重奏         | ゲインズボーロー （T.ゴーガー）                                            | 金       |          |
| 2        | 中国／ 山口県     | 山口県立下松高等学校吹奏楽部         | 管打七重奏           | 木管楽器と打楽器のためのPrelude II“祭” （立枝清治）                        | 銀       |          |
| 3        | 四国／ 高知県     | 土佐女子高等学校吹奏楽部             | 木管五重奏           | 3つの小品 （J.イベール）                                                   | 銀       |          |
| 4        | 関東／ 埼玉県     | 埼玉県立伊奈学園総合高等学校吹奏楽部 | クラリネット八重奏   | コラールと舞曲 （V.ネリベル）                                              | 銀       |          |
| 5        | 四国／ 香川県     | 高松第一高等学校吹奏楽部             | フルート三重奏       | フルート三重奏曲 （J.L.テュルー／Rampal）                                  | 金       |          |
| 6        | 関東／ 千葉県     | 習志野市立習志野高等学校吹奏楽部     | フルート五重奏       | 「5本のフルートのための6つのコンチェルト」より第4番 （J.B.ボアモルティエ） | 銀       |          |
| 7        | 北陸／ 富山県     | 富山県立高岡商業高等学校吹奏楽部     | サクソフォーン四重奏 | グラーヴェとプレスト （J.リヴィエ）                                        | 金       |          |
| 8        | 北海道／ 札幌地区 | 東海大学第四高等学校吹奏楽部         | サクソフォーン四重奏 | 南アメリカ組曲 （L.フローレンツォ）                                        | 金       |          |
| 9        | 九州／ 宮崎県     | 都城高等学校吹奏楽部                 | サクソフォーン四重奏 | 異教徒の踊り （P.ショルティーノ）                                          | 銅       |          |
| 10       | 関西／ 京都府     | 花園高等学校吹奏楽部                 | サクソフォーン四重奏 | 民謡風ロンドの主題による序奏と変奏 （G.ピエルネ）                          | 銅       |          |
| 11       | 東北／ 福島県     | 桜の聖母学園高等学校吹奏楽部         | サクソフォーン四重奏 | 「サクソフォーン四重奏曲」より （A.デザンクロ）                            | 金       |          |
| 12       | 東海／ 愛知県     | 安城学園高等学校吹奏楽部             | トロンボーン四重奏   | 「トロンボーン・ファミリー」より （H.フィルモア／小田桐寛之）              | 銀       |          |
| 13       | 北陸／ 富山県     | 富山県立富山商業高等学校吹奏楽部     | トロンボーン四重奏   | 「トロンボーン・ファミリー」より （H.フィルモア／小田桐寛之）              | 銀       |          |
| 14       | 北海道／ 札幌地区 | 北海道札幌北高等学校吹奏楽部         | トロンボーン四重奏   | 「3つの都市の組曲」より （R.チャップマン）                                 | 銅       |          |
| 15       | 九州／ 佐賀県     | 佐賀県立佐賀北高等学校吹奏楽部       | 金管五重奏           | 金管五重奏曲 （M.アーノルド）                                              | 銅       |          |
| 16       | 東京／ 高校       | 成城高等学校吹奏楽部                 | 金管五重奏           | 空想・おもちゃ・夢 （G.ファーナビー／E.ハワース）                          | 銀       |          |
| 17       | 東海／ 愛知県     | 愛知工業大学名電高等学校吹奏楽部     | 金管八重奏           | 第1旋法による8声のカンツォン （G.ガブリエーリ）                            | 金       |          |
| 18       | 東京／ 高校       | 関東第一高等学校吹奏楽部             | 金管八重奏           | オックスフォード伯爵のマーチ （W.バード／塩谷晋平）                        | 銀       |          |
| 19       | 中国／ 岡山県     | 金山学園高等学校吹奏楽部             | 金管八重奏           | ピアノとフォルテのソナタ （G.ガブリエーリ）                                | 銅       |          |
| 20       | 関西／ 大阪府     | 大阪府立淀川工業高等学校吹奏楽部     | 金管八重奏           | オックスフォード伯爵のマーチ （W.バード／E.ハワース）                      | 銀       |          |

### 大学の部
| 大学の部 | 大学の部          | 大学の部                                 | 大学の部             | 大学の部                                               | 大学の部 | 大学の部 |
| No.      | 代表支部          | 団体名                                   | 編成                 | 演奏曲（作曲者／編曲者）                               | 賞       | 補足     |
| -------- | ----------------- | ---------------------------------------- | -------------------- | ------------------------------------------------------ | -------- | -------- |
| 1        | 東京／ 大学       | 中央大学学友会文化連盟音楽研究会         | クラリネット六重奏   | ほたる （E.ボザ）                                      | 銀       |          |
| 2        | 関西／ 大阪府     | 関西大学応援団吹奏楽部                   | クラリネット八重奏   | ドデカフォニック・エッセイ （E.デル・ボルゴ）          | 銀       |          |
| 3        | 東北／ 青森県     | 弘前大学ウインドアンサンブル             | フルート四重奏       | アルカディー （M.ベルトミュー）                        | 銅       |          |
| 4        | 関東／ 茨城県     | 茨城大学吹奏楽団                         | フルート四重奏       | ワルツ・スタッカート （A.ルビンシテイン／Fetherston）  | 銀       |          |
| 5        | 四国／ 香川県     | 香川大学吹奏楽団                         | サクソフォーン四重奏 | グラーヴェとプレスト （J.リヴィエ）                    | 銅       |          |
| 6        | 北海道／ 旭川地区 | 北海道教育大学旭川分校吹奏楽団           | サクソフォーン四重奏 | 「サクソフォーン四重奏曲」より （F.et M.ジャンジャン） | 金       |          |
| 7        | 中国／ 山口県     | 山口大学ブラスコンソート                 | 金管六重奏           | ディヴェルティメント （L.サルゼイド）                  | 金       |          |
| 8        | 北陸／ 石川県     | 金沢大学アカデミアブラスアンサンブル     | 金管八重奏           | 「ロンドン・ミニチュア」より （G.ラングフォード）      | 金       |          |
| 9        | 東海／ 岐阜県     | 聖徳学園岐阜教育大学ウインドアンサンブル | 金管八重奏           | 「舞曲集」より （T.スザート）                          | 銅       |          |
| 10       | 九州／ 福岡県     | 福岡大学応援指導部吹奏楽団               | 金管八重奏           | コルネット・カリヨン （R.ビンジ）                      | 銀       |          |

### 職場の部
| 職場の部 | 職場の部          | 職場の部                       | 職場の部             | 職場の部                                                               | 職場の部 | 職場の部 |
| No.      | 代表支部          | 団体名                         | 編成                 | 演奏曲（作曲者／編曲者）                                               | 賞       | 補足     |
| -------- | ----------------- | ------------------------------ | -------------------- | ---------------------------------------------------------------------- | -------- | -------- |
| 1        | 北海道／ 札幌地区 | 高橋水産（株）吹奏楽団         | 木管五重奏           | 3つの小品 （J.イベール）                                               | 銀       |          |
| 2        | 関東／ 神奈川県   | 日本電気玉川吹奏楽団           | クラリネット七重奏   | 弦楽四重奏曲「アメリカ」より （A.ドヴォルザーク／磯崎敦博）            | 銀       |          |
| 3        | 中国／ 広島県     | NTT中国吹奏楽団                | サクソフォーン四重奏 | 「サクソフォーン小四重奏曲」より （J.フランセ）                        | 銅       |          |
| 4        | 東京／ 職場       | ヤマハ吹奏楽団東京             | サクソフォーン四重奏 | 「サクソフォーン四重奏曲」より （A.デザンクロ）                        | 金       |          |
| 5        | 東海／ 静岡県     | ヤマハ吹奏楽団浜松             | 金管五重奏           | 「8曲の小前奏曲とフーガ」より （J.S.バッハ〈J.K.クレープス〉／TERADA） | 金       |          |
| 6        | 九州／ 沖縄県     | 沖縄銀行ウインドアンサンブル   | 金管八重奏           | 第1旋法による8声のカンツォン （G.ガブリエーリ）                        | 銅       |          |
| 7        | 東北／ 岩手県     | 新日鐵釜石製鐵所真道会吹奏楽部 | 金管八重奏           | 第7旋法による8声のカンツォン第2番 （G.ガブリエーリ）                   | 銅       |          |
| 8        | 関西／ 大阪府     | 枚方寝屋川消防組合消防音楽隊   | 金管八重奏           | アンティフォニー第1番 （H.シュッツ）                                   | 銀       |          |

### 一般の部
| 一般の部 | 一般の部          | 一般の部                                   | 一般の部             | 一般の部                                          | 一般の部 | 一般の部 |
| No.      | 代表支部          | 団体名                                     | 編成                 | 演奏曲（作曲者／編曲者）                          | 賞       | 補足     |
| -------- | ----------------- | ------------------------------------------ | -------------------- | ------------------------------------------------- | -------- | -------- |
| 1        | 四国／ 高知県     | 安芸吹奏楽団                               | クラリネット四重奏   | 「ディヴェルティメント」より （A.ウール）         | 銀       |          |
| 2        | 東北／ 岩手県     | 盛岡シンフォニック・ウインド・オーケストラ | クラリネット四重奏   | クラリネット・ラプソディ （D.ベネット）           | 金       |          |
| 3        | 東海／ 長野県     | 長野市民吹奏楽団                           | クラリネット八重奏   | 道化師の踊り （N.A.リムスキー=コルサコフ／Roach） | 銀       |          |
| 4        | 九州／ 鹿児島県   | 鹿児島県立松陽高等学校OB吹奏楽団「緑」     | クラリネット八重奏   | 序奏とロンド （G.ジェイコブ）                     | 銀       |          |
| 5        | 東京／ 一般       | 乗泉寺吹奏楽団                             | クラリネット八重奏   | コラールと舞曲 （V.ネリベル）                     | 金       |          |
| 6        | 中国／ 山口県     | ジュール・ド・フルート山口                 | フルート四重奏       | 「夏山の一日」より （E.ボザ）                     | 銀       |          |
| 7        | 関西／ 奈良県     | ラッペルブラスアンサンブル                 | サクソフォーン四重奏 | グラーヴェとプレスト （J.リヴィエ）               | 銅       |          |
| 8        | 北海道／ 札幌地区 | 札幌吹奏楽団                               | サクソフォーン四重奏 | 民謡風ロンドの主題による序奏と変奏 （G.ピエルネ） | 銅       |          |
| 9        | 関東／ 埼玉県     | 氷川の森ブラスアンサンブル                 | 金管五重奏           | 「ポーギーとベス」より （G.ガーシュウィン／Gale） | 銅       |          |
| 10       | 北陸／ 石川県     | 百萬石ウインドオーケストラ                 | 金管八重奏           | 「ニューヨークのロンドン人」より （J.パーカー）   | 銀       |          |